# Marlierea imperfecta
Marlierea imperfecta är en myrtenväxtart som beskrevs av Mcvaugh. Marlierea imperfecta ingår i släktet Marlierea och familjen myrtenväxter.
Artens utbredningsområde är Peru. Inga underarter finns listade i Catalogue of Life.